# Пукіс
 Пукіс або Пуке (латис. Pūķis; латг. pyučs; pyukulis; лит. pūkys) — в латиській міфології летючий дух, дракон. 
Представлявся вогнедишним багатоголовим змієм, був духом, що приносить в будинок багатства. Дракона Пукіса уособлюють з силами темряви, йому можна продати душу і господар Пукіса не може просити благословення у Бога. За повір'ями, Пукіса потрібно годувати кров'ю та дарувати людей. Господар дракона Пукіса помирає в муках і не знаходить спокою навіть після смерті. Пукіса можна вбити за допомогою срібної кулі. 
Етимологія слова Пукіс до кінця не ясна, на думку Петра Шмідта слово походить від німецького, за версією Яніса Ендзелінса слово може мати латиські корені. 